# Sapporo Brewery
Sapporo Breweries Limited (サッポロビール株式会社 Sapporo Bīru Kabushiki-gaisha?) es una cervecera japonesa.
Sapporo es la marca de cerveza más antigua de Japón, y, junto a Asahi, Kirin y Suntory una de las más populares del país. La cervecera, como su propio nombre indica, procede de Sapporo, en la isla de Hokkaidō, donde en 1876 estableció su primera fábrica. La compañía tiene su sede en Tokio y cuenta con cinco cervecerías en Japón, además de una en Canadá y otra en los Estados Unidos. En la actualidad forma parte del Grupo Mitsui.
El Sapporo Beer Museum (サッポロビール博物館 Sapporo Bīru Hakubutsukan?) se encuentra junto a la fábrica.

## Cervezas
- Draft One, happoshu
- Edelpils, pilsener
- Namashibori, Happoshu
- Namashibori Fiber, happoshu
- Namashibori Mugi, happoshu
- Namashibori Toretate, happoshu

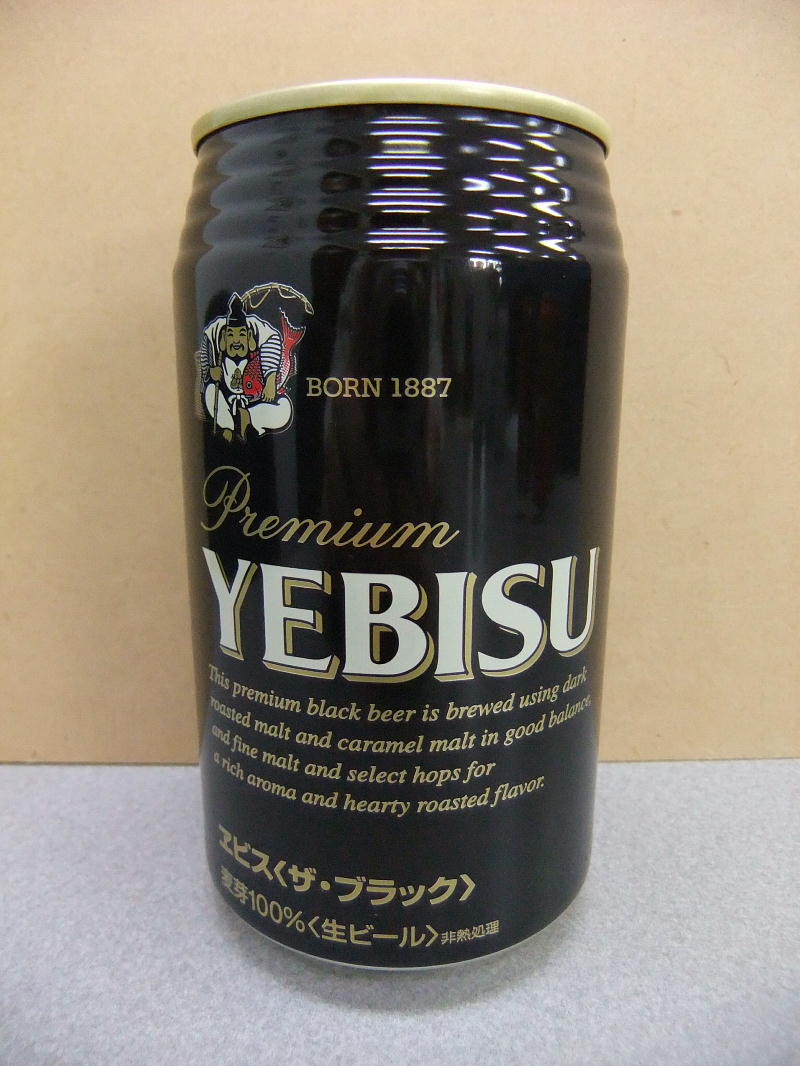
Yebisu Premium (cervecería Sapporo).

- Sapporo Black, lager europea oscura
- Sapporo Classic, pilsener alemana
- Sapporo Draft, lager de arroz japonesa
- Sapporo Light, lager light
- Sapporo Organic 100, pilsener alemana
- Sapporo Original Draft, lager de arroz japonesa
- Sapporo Pilsener Premium, pilsener alemana
- Sapporo Premium, lager de arroz japonesa
- Sapporo Reijou, happoshu
- Sapporo Reserve, lager pálida europea
- Sapporo Slims, happoshu
- The Winter's Tale - Fuyumonogatari, lager de arroz japonesa
- Yebisu (Premium), Dortmunder / Export lager
- Yebisu Black, lager europea oscura
- Yebisu Cho-choki-jukusei

## Cerveza Yebisu
El origen de la cerveza Yebisu, es una conocida zona de Tokio llamada Ebisu (恵比寿). Allí en 1890, se empezó a producir la cerveza Yebisu.
La cerveza dejó de producirse durante varios años, pero finalmente la cervecera Sapporo compró los derechos y empezó a producir de nuevo la cerveza Yebisu.